# Parantipathes larix
Parantipathes larix är en korallart som först beskrevs av Eugen Johann Christoph Esper 1790.  Parantipathes larix ingår i släktet Parantipathes och familjen Schizopathidae. Inga underarter finns listade i Catalogue of Life.